# Один франк (Франция)

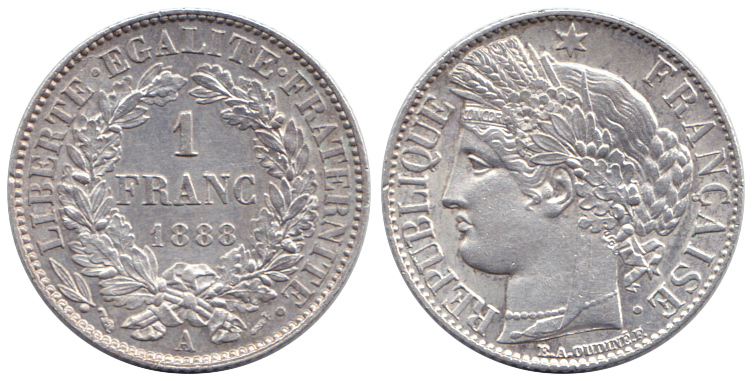
Серебряный франк 1888 года, Третья республика. Гравер Эжен-Андре Удине.

Один франк (фр. Un franc) — номинал денежных знаков французского франка, выпускавшийся с 1803 по 2001 год в виде монет, банкнот, а также различных денежных суррогатов.

## Монеты
Чеканка серебряных монет в один франк начата в 1803 году (11 году республиканского календаря), в период консульства Наполеона. Рисунок монеты выполнил Пьер-Жозеф Тиолье. Год чеканки обозначен годом республиканского календаря, в 11-м году — римскими цифрами («XI»), в 12-м году — европеизированными арабскими («12»). На аверсе с портретом Наполеона надпись — «Бонапарт первый консул».
После провозглашения Наполеона императором надпись на аверсе была изменена на «Наполеон император». На реверсе год чеканки продолжал обозначаться годом республиканского календаря, осталась и надпись «Французская Республика». С 1806 года применение республиканского календаря для обозначения года чеканки прекращено. В 1807 году небольшим тиражом были выпущены монеты с видоизменённым портретом Наполеона, который из-за вьющихся волос получил название «голова негра» (фр. Tête de nègre). В том же, 1807 году, аверс вновь был видоизменён, на портрет Наполеона добавлен лавровый венок. В 1809 году надпись на реверсе была заменена на «Французская Империя», чеканка монет этого типа продолжалась до 1814 года.
В 1816 году, при Людовике XVIII, тип монет изменился. Рисунок новой монеты выполнил Огюст-Франсуа Мишо. При Карле X чеканка монет этого типа была продолжена, изменился только аверс (портрет короля и легенда).
В 1831 году начата чеканка монет короля Луи-Филиппа. Рисунок новых монет выполнил Жозеф-Франсуа Домар. В 1832 году на портрет короля был добавлен венок (тип «Tête laurée»).
В 1849 году, после провозглашения Второй республики, тип монет вновь был изменён. Новый тип «Церера» разработал Эжен-Андре Удине. В 1852 году вместо Цереры на аверсе появился портрет президента Луи-Наполеона Бонапарта, рисунок монеты разработал Жан-Жак Барр.
В 1853 году, после провозглашения Второй империи чеканка монет этого типа была продолжена, но была изменена легенда на аверсе и реверсе — «Французская Империя» вместо «Французская Республика» и «Император Наполеон III» вместо «Луи-Наполеон Бонапарт». В 1866 году тип монеты был изменён (тип Tête laurée), на портрете императора появился венок, а на реверсе — герб империи. Одновременно была снижена и проба серебра — с 900 до 835, что было предусмотрено условиями Латинского монетного союза. Рисунок новой монеты также выполнил Жан-Жак Барр.
В 1871 году, в период Третьей республики, была возобновлена чеканка монет типа «Церера», при этом была оставлена сниженная при Наполеоне III 835-я проба. В 1898 году начата чеканка монет нового типа — «Сеятельница», рисунок которого выполнил Оскар Роти. Чеканка монет этого типа продолжалась до 1920 года.
С 1866 года 835-я проба серебряной однофранковой монеты оставалась неизменной. С началом Первой мировой войны высокопробные золотые и серебряные монеты исчезли из обращения. Продолжая выполнять условия фактически распавшегося с началом войны Латинского монетного союза, Франция продолжала чеканить серебряные монеты. Несмотря на то, что монеты в один франк в 1914—1920 годах чеканились большими тиражами, чем до войны, в обращении эти монеты практически не участвовали, подвергаясь тезаврации. «Разменный голод» вызвал появление большого количества различных суррогатов. В 1920 году был начат выпуск монет в 1 франк из алюминиевой бронзы, которые чеканились до 1927 года. Официально выпущенные как боны Коммерческой палаты Франции, фактически они обращались как общегосударственные монеты, а так как формально они не были выпущены в обращение государством, они могли не соответствовать требованиям Латинского монетного союза. Рисунок этих монет выполнил Жозеф-Франсуа Домар.
В 1927 году Латинский монетный союз был официально распущен. В 1931 году возобновлена чеканка общегосударственных монет в 1 франк. Рисунок новых монет, чеканившихся из алюминиевой бронзы, выполнил Пьер-Александр Морлон. В 1940 году Франция, Франция во Второй мировой войне, потерпев поражение, была оккупирована. Было образовано марионеточное Французское государство, под контроль которого перешёл Банк Франции, продолживший эмиссию французского франка, который обращался параллельно с выпускавшейся оккупационными властями оккупационной рейхсмаркой по принудительному курсу: 1 оккупационная рейхсмарка = 20 франков. В 1941 году был изменён металл монеты в один франк, вместо алюминиевой бронзы — алюминий, тип монеты («Морлон») остался без изменений.
В 1942—1944 годах выпускались монеты, на которых республиканская символика была заменена символом Французского государства — франциской.
В 1943 году в Алжире, находящемся под контролем правительства Сражающейся Франции, небольшим тиражом были отчеканены цинковые и алюминиевые монеты в один франк. Штемпеля изготовил гравёр Грациани, копировавший для этих монет тип «Морлон».
В 1944 году, после освобождения большей части Франции, была возобновлена чеканка алюминиевых монет типа «Морлон» с республиканккой символикой.
В январе 1960 года была проведена денежная реформа, введён «новый франк», равный 100 старым. Пробные монеты были изготовлены в 1959 году, а в 1960 году начат выпуск никелевых монет в один франк. Для новой монеты был выбран тип «Сеятельница», выполненный по рисунку Оскара Роти и использовавшийся ранее на монетах с 1898 по 1920 годы. С 1988 года периодически выпускались никелевые памятные монеты, а также памятные монеты из драгоценных металлов. Последние монеты этого номинала выпущены в 2001 году.

### Стандартные монеты
| Изображение                                                                  | Изображение              | Диаметр, мм              | Толщина, мм              | Масса, г                 | Металл                   | Гурт                     | Годы чеканки                                 | Примечания |
| Наполеон (первый консул)                                                     | Наполеон (первый консул) | Наполеон (первый консул) | Наполеон (первый консул) | Наполеон (первый консул) | Наполеон (первый консул) | Наполеон (первый консул) | Наполеон (первый консул)                     | Наполеон (первый консул) |
| ---------------------------------------------------------------------------- | ------------------------ | ------------------------ | ------------------------ | ------------------------ | ------------------------ | ------------------------ | -------------------------------------------- | --- |
|                                                                              |                          | 23                       |                          | 5                        | Серебро 900              |                          | XI, 12                                       | Монетные дворы — Париж (A), Страсбург (BB), Лион (D), Женева (G), Ла-Рошель (H), Лимож (I), Бордо (K), Байонна (L), Тулуза (M), Марсель (MA), Перпиньян (Q), Нант (T), Турин (U), Лилль (W). Тираж — 2 914 938                                                           |
| Наполеон I (император)                                                       |                          |                          |                          |                          |                          |                          |                                              | |
|                                                                              |                          | 23                       |                          | 5                        | Серебро 900              |                          | 12—14                                        | «Французская Республика». Монетные дворы — Париж (A), Страсбург (BB), Руан (B), Лион (D), Пуатье (G), Ла-Рошель (H), Лимож (I), Бордо (K), Байонна (L), Тулуза (M), Марсель (MA), Перпиньян (Q), Нант (T), Турин (U), Лилль (W). Тираж — 5 011 317                       |
|                                                                              |                          | 23                       |                          | 5                        | Серебро 900              |                          | 1806—1807                                    | «Французская Республика». Монетные дворы — Париж (A), Руан (B), Ла-Рошель (H), Лимож (I), Бордо (K), Байонна (L), Тулуза (M), Марсель (MA), Перпиньян (Q), Турин (U), Лилль (W). Тираж — 1 430 043                                                                       |
|                                                                              |                          | 23                       |                          | 5                        | Серебро 900              |                          | 1807                                         | «Французская Республика», тип «Tête de nègre». Монетный двор — Париж (A). Тираж — 99 507 |
|                                                                              |                          | 23                       |                          | 5                        | Серебро 900              |                          | 1807, 1808                                   | «Французская Республика», портрет с лавровым венком. Монетные дворы — Париж (A), Руан (B), Страсбург (BB), Лион (D), Ла-Рошель (H), Лимож (I), Бордо (K), Байонна (L), Тулуза (M), Марсель (MA), Перпиньян (Q), Нант (T), Турин (U), Лилль (W). Тираж — 11 869 607       |
|                                                                              |                          | 23                       |                          | 5                        | Серебро 900              |                          | 1809—1814                                    | «Французская Империя». Монетные дворы — Париж (A), Руан (B), Страсбург (BB), Генуя (CL), Лион (D), Ла-Рошель (H), Лимож (I), Бордо (K), Байонна (L), Тулуза (M), Марсель (MA), Перпиньян (Q), Рим (R), Нант (T), Турин (U), Лилль (W), Утрехт (флаг). Тираж — 10 035 728 |
| Людовик XVIII                                                                |                          |                          |                          |                          |                          |                          |                                              | |
|                                                                              |                          | 23                       |                          | 5                        | Серебро 900              |                          | 1816—1824                                    | Монетные дворы — Париж (A), Руан (B), Лион (D), Ла-Рошель (H), Лимож (I), Бордо (K), Байонна (L), Тулуза (M), Марсель (MA), Нант (T), Перпиньян (Q), Лилль (W). Тираж — 4 338 619                                                                                        |
| Карл X                                                                       |                          |                          |                          |                          |                          |                          |                                              | |
|                                                                              |                          | 23                       |                          | 5                        | Серебро 900              |                          | 1825—1830                                    | Монетные дворы — Париж (A), Руан (B), Страсбург (BB)), Лион (D), Лимож (I), Ла-Рошель (H), Бордо (K), Байонна (L), Тулуза (M), Марсель (MA), Перпиньян (Q), Нант (T), Лилль (W). Тираж — 5 280 808                                                                       |
| Луи-Филипп I                                                                 |                          |                          |                          |                          |                          |                          |                                              | |
|                                                                              |                          | 23                       |                          | 5                        | Серебро 900              | ребристый                | 1831                                         | Монетные дворы — Париж (A), Руан (B), Страсбург (BB), Лион (D), Ла-Рошель (H), Лимож (I), Бордо (K), Байонна (L), Тулуза (M), Перпиньян (Q), Нант (T), Лилль (W). Тираж — 1 401 724                                                                                      |
|                                                                              |                          | 23                       |                          | 5                        | Серебро 900              | ребристый                | 1832—1848                                    | Портрет с лавровым венком. Монетные дворы — Париж (A), Руан (B), Страсбург (BB), Лион (D), Ла-Рошель (H), Лимож (I), Бордо (K), Байонна (L), Тулуза (M), Марсель (MA), Перпиньян (Q), Нант (T), Лилль (W). Тираж — 18 124 257                                            |
| Вторая республика                                                            |                          |                          |                          |                          |                          |                          |                                              | |
|                                                                              |                          | 23                       |                          | 5                        | Серебро 900              | ребристый                | 1849—1851                                    | Тип «Церера». Монетные дворы — Париж (A), Страсбург (BB), Бордо (K). Тираж — 3 248 488 |
|                                                                              |                          | 23                       |                          | 5                        | Серебро 900              | ребристый                | 1852                                         | Портрет Луи-Наполеона. Париж (A). Тираж — 1 015 084 |
| Вторая империя (Наполеон III)                                                |                          |                          |                          |                          |                          |                          |                                              | |
|                                                                              |                          | 23                       |                          | 5                        | Серебро 900              | ребристый                | 1854—1863                                    | Монетные дворы — Париж (A), Страсбург (BB), Лион (D). Тираж — 25 946 691 |
|                                                                              |                          | 23                       |                          | 5                        | Серебро 835              | ребристый                | 1866—1870                                    | Портрет с лавровым венком. Монетные дворы — Париж (A), Страсбург (BB), Бордо (K). Тираж — 82 744 251 |
| Третья республика, Режим Виши, Временное правительство, Четвёртая республика |                          |                          |                          |                          |                          |                          |                                              | |
|                                                                              |                          | 23                       |                          | 5                        | Серебро 835              | ребристый                | 1871—1873, 1878, 1881, 1887—1889, 1894, 1895 | Тип «Церера». Монетные дворы — Париж (A), Бордо (K). Тираж — 33 554 892 |
|                                                                              |                          | 23                       |                          | 5                        | Серебро 835              | ребристый                | 1898—1920                                    | Тип «Сеятельница». Монетные дворы — Париж, Кастельсарразен (C). Тираж — 434 871 373 |
|                                                                              |                          | 23                       |                          | 4,09                     | Алюминиевая бронза       | ребристый                | 1920—1927                                    | Бон Коммерческой палаты Франции. Тираж — 444 275 216 |
|                                                                              |                          | 23                       |                          | 4                        | Алюминиевая бронза       | гладкий                  | 1931—1941                                    | Тип «Морлон». Монетные дворы — Париж. Тираж — 312 581 669 |
|                                                                              |                          | 23                       |                          | 1,5                      | Алюминий                 | гладкий                  | 1941, 1943—1950, 1957—1959                   | Тип «Морлон». Монетные дворы — Париж, Бомон-ле-Роже (B), Кастельсарразен (C). Тираж — 744 394 415. Имеются две разновидности: «Morlon Lourde» (1941) и «Morlon Légère» (1941—1959)                                                                                       |
|                                                                              |                          | 23                       |                          | 1,5                      | Алюминий                 | гладкий                  | 1942—1944                                    | Французское Государство. Монетные дворы — Париж, Бомон-ле-Роже (B). Тираж — 587 484 618. Имеются разновидности — меньшая толщина и вес (1,28 г), отличия в деталях аверса и реверса.                                                                                     |
|                                                                              |                          | 23                       |                          | 4                        | Цинк                     | гладкий                  | 1943                                         | Тип «Грациани». Монетный двор — Алжир. Тираж — 17 200 |
|                                                                              |                          | 23                       |                          |                          | Алюминий                 | гладкий                  | 1943                                         | Тип «Грациани». Монетный двор — Алжир. Тираж — 4 400 |
| Пятая республика                                                             |                          |                          |                          |                          |                          |                          |                                              | |
|                                                                              |                          | 24                       |                          | 6                        | Никель                   | ребристый                | 1959—1962, 1964—2001                         | Тип «Сеятельница». Монетный двор — Париж. Тираж — 1 978 355 028 |

### Памятные монеты
| Изображение | Изображение | Диаметр, мм | Толщина, мм | Масса, г | Металл | Гурт      | Годы чеканки | Примечания                                                                   |
| ----------- | ----------- | ----------- | ----------- | -------- | ------ | --------- | ------------ | ---------------------------------------------------------------------------- |
|             |             | 24          |             | 6        | Никель | ребристый | 1988         | 30 лет Пятой республике. Монетный двор — Париж. Тираж — 49 918 861           |
|             |             | 24          |             | 6        | Никель | ребристый | 1989         | 200 лет Генеральным штатам. Монетный двор — Париж. Тираж — 5 013 861         |
|             |             | 24          |             | 6        | Никель | ребристый | 1992         | 200 лет Французской Республике. Монетный двор — Париж. Тираж — 30 001 883    |
|             |             | 24          |             | 6        | Никель | ребристый | 1995         | 200 лет Институту Франции. Монетный двор — Париж. Тираж — 4 977 861          |
|             |             | 24          |             | 6        | Никель | ребристый | 1996         | 100 лет со дня рождения Жака Рюэфа. Монетный двор — Париж. Тираж — 2 980 363 |

### Памятные монеты из драгоценных металлов
| Изображение | Изображение | Диаметр, мм | Толщина, мм | Масса, г | Металл      | Гурт      | Годы чеканки | Примечания                                                                                    |
| ----------- | ----------- | ----------- | ----------- | -------- | ----------- | --------- | ------------ | --------------------------------------------------------------------------------------------- |
|             |             | 24          |             | 22,2     | Серебро 900 |           | 1988         | 30 лет Пятой республике. Монетный двор — Париж. Тираж — 60 000                                |
|             |             | 24          |             | 9        | Золото 920  |           | 1988         | 30 лет Пятой республике. Монетный двор — Париж. Тираж — 20 000                                |
|             |             | 24          |             | 9        | Золото 920  |           | 1992         | 200 лет Французской Республике. Монетный двор — Париж. Тираж — 5 000                          |
|             |             | 24          |             | 11       | Платина 999 |           | 1992         | 200 лет Французской Республике. Монетный двор — Париж. Тираж — 2 000                          |
|             |             |             |             | 15,55    | Серебро 900 |           | 1992         | 200 лет Французской Республике. Монетный двор — Париж. Тираж — 30 000                         |
|             |             |             |             | 22,2     | Серебро 900 |           | 1993         | Высадка в Нормандии — Юта, Омаха, Голд, Джуно, Сорд. Монетный двор — Париж. Тираж — 1 150 000 |
|             |             |             |             | 17       | Золото 925  |           | 1993         | Высадка в Нормандии — Юта, Омаха, Голд, Джуно, Сорд. Монетный двор — Париж. Тираж — 20 000    |
|             |             |             |             | 12       | Серебро 900 |           | 1997         | Чемпионат мира по футболу 1998. Монетный двор — Париж. Тираж — 250 000                        |
|             |             |             |             | 11,94    | Серебро 900 |           | 1999         | 125 лет Всемирному почтовому союзу. Монетный двор — Париж.                                    |
|             |             | 30          |             | 13       | Серебро 900 |           | 1999         | Чемпионат мира по регби 1999. Монетный двор — Париж. Тираж — 50 000                           |
|             |             | 24          |             | 8        | Золото 750  | ребристый | 2000, 2001   | Сеятельница. Монетный двор — Париж. Тираж — 14 941                                            |
|             |             |             |             | 13       | Серебро 900 | ребристый | 2000         | Чемпионат Европы по футболу 2000. Монетный двор — Париж. Тираж — 10 000                       |
|             |             |             |             | 17,77    | Серебро 980 |           | 2001         | Последний франк. Монетный двор — Париж. Тираж — 49 838                                        |
|             |             |             |             | 26,1     | Золото 750  |           | 2001         | Последний франк. Монетный двор — Париж. Тираж — 4963                                          |

## Банкноты
Банк Франции банкнот в один франк никогда не выпускал. В результате деноминации с 1 января 1960 года выпускавшаяся с 1945 года банкнота в сто франков «Молодой крестьянин» оказалась равной одному «новому франку». Она продолжала использоваться в обращении до 1 января 1963 года, никаких надпечаток при этом на купюру не наносилось.
Некоторые частные французские банки выпускали банкноты в один франк в период, когда в обращении не хватало монет этого номинала. Так, выпускали такие банкноты: Банк Гвианы — в 1942 и 1945 годах, Банк Гваделупы — в 1920 году.
С 1944 года для заморских владений Франции — Гваделупы, Французской Гвианы и Мартиники — выпускались денежные знаки особого образца (франк заморских департаментов), находившиеся в обращении параллельно с общегосударственными монетами и банкнотами Банка Франции. После проведения деноминации (100:1) и введения с 1 января 1960 года «нового франка» банкноты в 100 франков образца 1947 года с портретом Лабурдонне, выпущенные Центральной кассой Заморской Франции, некоторое время продолжали использоваться в обращении с надпечаткой «1 новый франк».

## Выпуски администраций заморских владений

### Монеты
В 1903 году на Гваделупе были выпущены металлические боны в 50 сантимов и 1 франк. На реверсе бонов имелась надпись о том, что они обеспечены депозитами казначейства. Выпуск этих бонов был повторён в 1921 году.
Подобные металлические боны, содержавшие надпись об обеспечении депозитами казначейства, были выпущены в 1922 году на Мартинике.
До 1945 года денежной единицей Французской Экваториальной Африки официально был французский франк. В связи с тем, что правительство колонии выступило на стороне Сражающейся Франции, связь с Банком Франции и возможность получения из метрополии денежной наличности (в том числе разменных монет) отсутствовала. В 1942—1943 годах на монетном дворе Претории были отчеканены монеты, на которых была изображена символика Сражающейся Франции — Лотарингский крест и галльский петух.
В 1944 году по той же причине в Лондоне были отчеканены монеты для Французской Западной Африки. Монета типа «Морлон» отличалась от аналогичной французской монеты наличием надписи на реверсе — «Французская Западная Африка».
| Аверс                             | Реверс    | Диаметр, мм | Толщина, мм | Масса, г  | Металл             | Гурт      | Годы чеканки | Примечания         |
| Гваделупа                         | Гваделупа | Гваделупа   | Гваделупа   | Гваделупа | Гваделупа          | Гваделупа | Гваделупа    | Гваделупа          |
| --------------------------------- | --------- | ----------- | ----------- | --------- | ------------------ | --------- | ------------ | ------------------ |
|                                   |           |             |             |           | Медь—никель        |           | 1903, 1921   | Тираж — 1 400 000  |
| Мартиника                         |           |             |             |           |                    |           |              |                    |
|                                   |           |             |             |           | Медь—никель        |           | 1922         | Тираж — 350 000    |
| Французская Экваториальная Африка |           |             |             |           |                    |           |              |                    |
|                                   |           |             |             |           | Латунь             |           | 1942         | Тираж — 3 000 000  |
|                                   |           |             |             |           | Бронза             |           | 1943         | Тираж — 6 000 000  |
| Французская Западная Африка       |           |             |             |           |                    |           |              |                    |
|                                   |           |             |             |           | Алюминиевая бронза |           | 1944         | Тираж — 15 000 000 |

### Банкноты
В 1917 году в связи с недостатком монет мелких номиналов правительством Французской Экваториальной Африки были выпущены бумажные денежные знаки (банкноты).
В 1922 году были выпущены бумажные денежные знаки Территории Камерун (Французского Камеруна).
В 1941—1943 гг. кассовые боны в 1 франк выпускались правительством Французских владений в Океании.
| Изображение                       | Изображение                       | Размер                            | Цвет                              | Год выпуска                       | Примечания                        |
| Французская Экваториальная Африка | Французская Экваториальная Африка | Французская Экваториальная Африка | Французская Экваториальная Африка | Французская Экваториальная Африка | Французская Экваториальная Африка |
| --------------------------------- | --------------------------------- | --------------------------------- | --------------------------------- | --------------------------------- | --------------------------------- |
|                                   |                                   |                                   |                                   | 1917                              |                                   |
| Французский Камерун               |                                   |                                   |                                   |                                   |                                   |
|                                   |                                   |                                   |                                   | 1922                              |                                   |
| Французские владения в Океании    |                                   |                                   |                                   |                                   |                                   |
|                                   |                                   |                                   |                                   | 1941                              |                                   |
|                                   |                                   |                                   |                                   | 1942                              |                                   |
|                                   |                                   |                                   |                                   | 1943                              |                                   |

## Денежные суррогаты

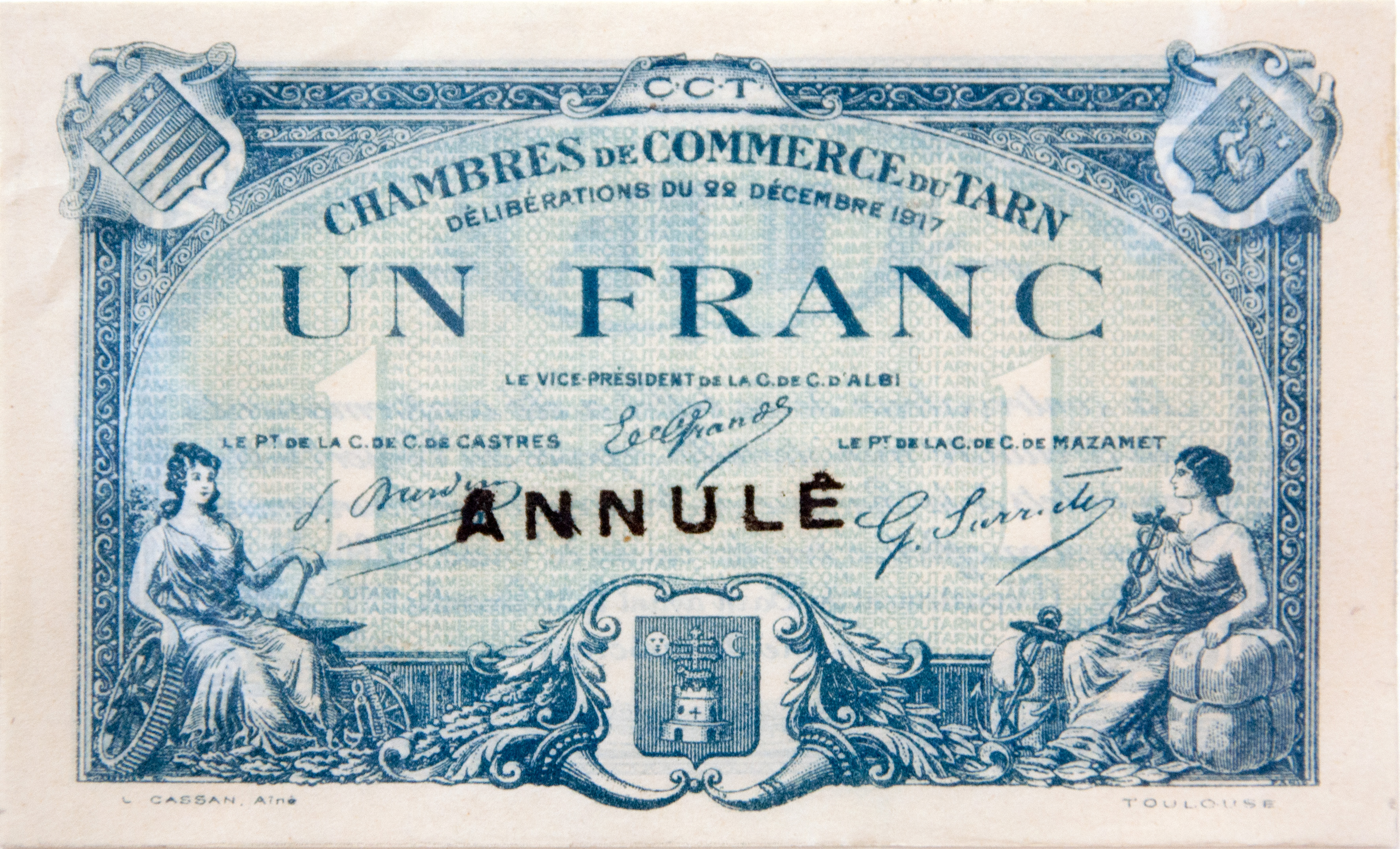
Бон Коммерческой палаты Тарна, 1917 год

Выпуск различных денежных суррогатов (во французском языке принято название Monnaie de nécessité) происходил в различные периоды существования французского франка.
Наибольшее распространение выпуск суррогатов получил в период Первой мировой войны (1914—1918) и в послевоенный период (1919—1924). В обоих этих случаях массовый выпуск суррогатов был вызван недостатком в обращении монет мелких номиналов, так объём чеканки монет не покрывал потребности обращения, а монеты из драгоценных металлов подвергались тезаврации.
Существует множество видов различных выпусков государственных и негосударственных денежных знаков в 1 франк — казначейства армии, торговых палат (Франции, региональных палат, торговых палат муниципалитетов), муниципалитетов, частных предприятий. Если суррогаты торговых палат и муниципалитетов формально были обеспечены суммой, находившейся в казначействе, то частные выпуски, как правило, производились без всякого обеспечения.
Основные формы выпуска суррогатов в 1 франк:
- металлические — из различных металлов и сплавов, разнообразной формы (Кооперативный союз Амьена, Pavillon Bleu (Сен-Клу) и др.);
- бумажные (Коммерческая палата Марселя, Муниципальный совет Отмона, Коммерческая палата Кемпера и Бреста и мн. др.)[24]

## В культуре
- х/ф Поезд (фильм, 1964) (используются для диверсии)